# Niederländische Amerikaner

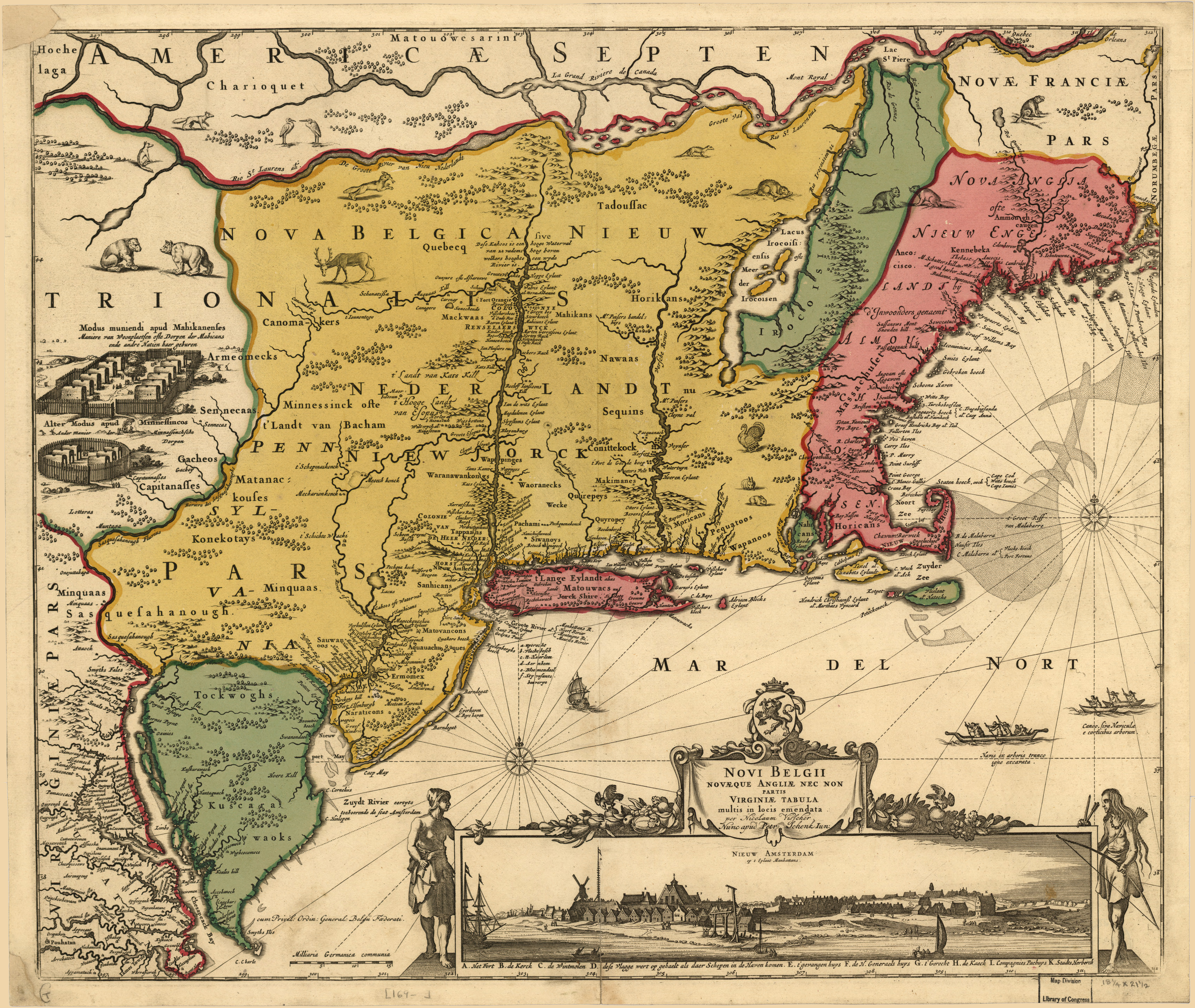
Nicolaes Visschers 1656 entstandene Karte Novi Belgii Novæque Angliæ, hier in einer Version von 1685, ist die bekannteste zeitgenössische Abbildung Nieuw Nederlands.

Als Niederländische Amerikaner (engl. Dutch Americans) werden Bürger der Vereinigten Staaten bezeichnet, die selbst oder deren Vorfahren aus den Niederlanden, Flandern oder als Angehörige niederländischsprachiger Minderheiten außerhalb der Niederlande und Belgiens in die Vereinigten Staaten von Amerika eingewandert sind. Über 4,5 Millionen US-Bürger gaben in der 2015 durchgeführten American Community Survey „Dutch“ als ihre Hauptabstammung an.

## Erste Kolonien
Die Insel Manhattan (heutiger Stadtteil von New York City) wurde im Jahre 1626 von Niederländern den dort ansässigen Indianern für 60 Gulden abgekauft. Sie benannten das erworbene Land Neu-Amsterdam. Damit begann die erste Besiedlung von niederländischen Bevölkerungsgruppen aus Europa. Schon 1650 lebten in Neu-Amsterdam etwa 7000 Menschen, jedoch nicht alle aus den heutigen Niederlanden, sondern u. a. Wallonier und auch Engländer, Deutsche, Franzosen, Skandinavier und noch einige Indianer. 1674 übernahm die englische Kolonialmacht Neu-Amsterdam. Die erste Gruppe bestand aus 30 Familien – insgesamt 110 Personen. Ihre Heimat verließen sie, da sie ihren protestantischen Glauben in den Spanischen Niederlanden, deren Bevölkerung mehrheitlich katholisch war, nicht praktizieren durften.

## Weitere Besiedlung durch Niederländer

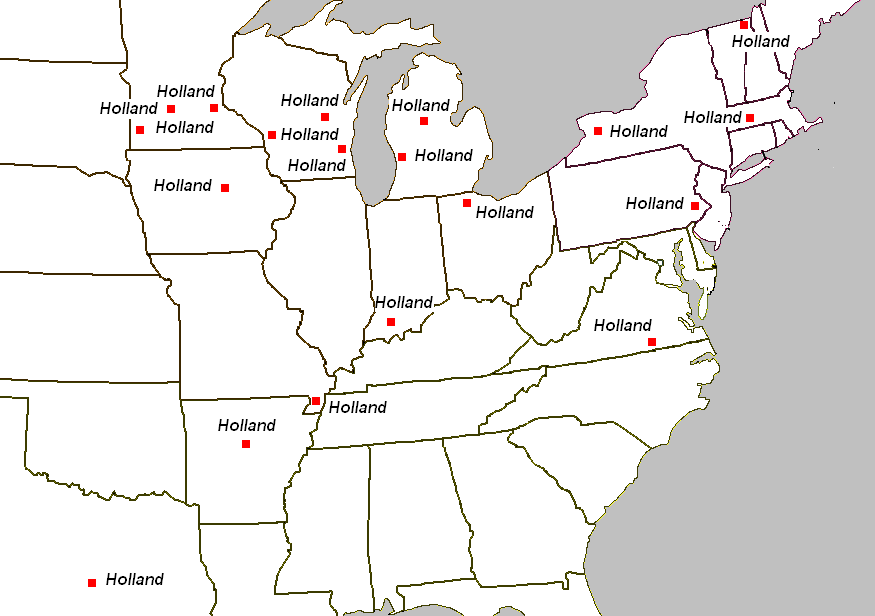
Häufigkeit des Namens Holland als Stadtname in den USA (Auszug).

In den weiteren Jahrzehnten kamen immer mehr Niederländer aus Europa, hier vor allem aus der flämisch-belgischen Gegend, wegen der Religionszugehörigkeit. Die meisten von ihnen ließen sich in der Region der Großen Seen nieder. Städte- bzw. Gemeindegründungen gab es nicht allzu oft, trotzdem findet man auch in den USA Dörfer, Kleinstädte und Städte mit niederländischen Namen:
Illinois:
- Batavia (nach dem lateinischen Name für die Niederlande)

Michigan:
- Holland (nach der niederländischen Provinz Holland)
- Van Buren County (nach dem US-Präsidenten niederländischer Herkunft Martin Van Buren)

New York:
- Amsterdam (nach der niederländischen Hauptstadt Amsterdam)
- Yonkers (benannt nach dem niederländischen Großgrundbesitzer „Jonkheer“ Adriaen van der Donck)
- New York City:
  - Brooklyn (nach der niederländischen Stadt Breukelen)
  - Harlem (nach der niederländischen Stadt Haarlem)
  - New Utrecht (nach der niederländischen Stadt Utrecht)
  - Orange County (nach dem niederländischen Statthalter Wilhelm III. von Oranien-Nassau)
  - Hempstead (nach der niederländischen Gemeinde Heemstede)
  - Flushing (nach dem englischen Namen der niederländischen Stadt Vlissingen)
  - Coney Island (anglisiert von „Conyne Eylandt“ (deutsch: Kanincheninsel))
  - Broadway (anglisiert von „Breede Weg“ (deutsch: Breite Straße))
  - Staten Island (benannt nach den niederländischen Staaten Generaal)

New Jersey:
- Bergen County (nach der niederländischen Gemeinde Bergen)
- Hoboken (nach der flämischen Stadt Hoboken)

Ohio:
- Batavia (siehe Illinois)
- Van Wert (nach dem Soldaten niederländischer Herkunft Isaac Van Wart)

Rhode Island (anglisiert von „Roode Eylandt“ (deutsch: Rote Insel)):
- Block Island (nach dem niederländischen Seefahrer Adriaen Block)

## Heutige Situation

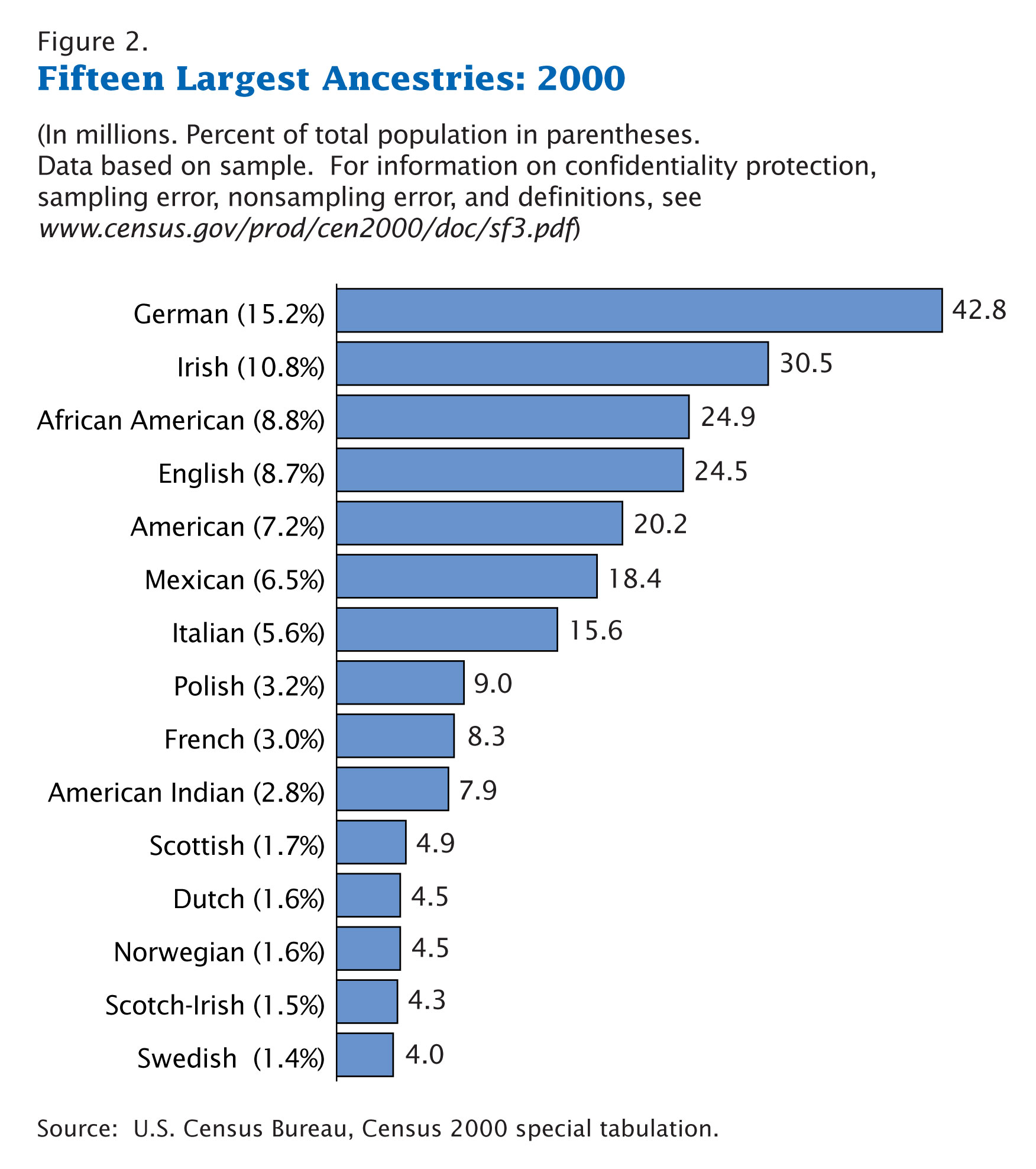
Häufigste Herkunft lt. Volkszählung 2000

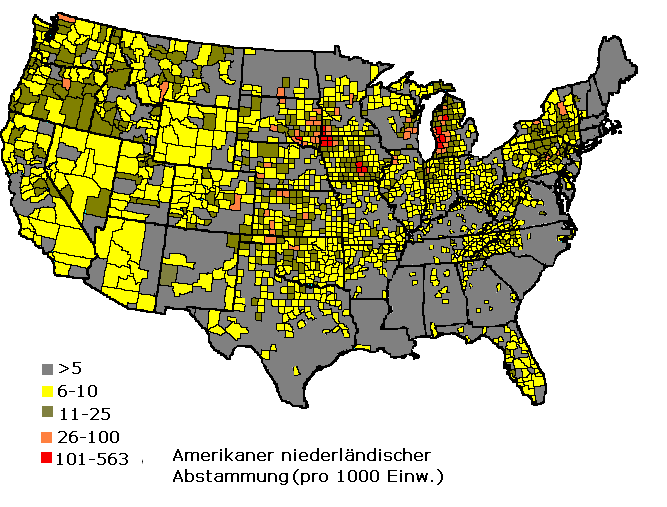
Anteil der Niederländischstämmigen

Nach einem Zensus, aus dem Jahre 1977, sprechen 150.490 Menschen Niederländisch als Muttersprache, dabei befinden sich die größten Sprachgemeinschaften in Kalifornien (27.730), Florida (10.760) und New York (10.315). In New York City sprechen 4.665 Personen Niederländisch, das waren 1977 etwa 0,06 %.
Wesentlich mehr US-Bürger stammen von Niederländern und Flamen ab. Nach der letzten Volkszählung im Jahr 2000, gaben rund 1,6 % an, von Niederländern abzustammen. In einigen Countys von Michigan und Iowa stammen sogar die meisten der Einwohner von Niederländern ab.

## Flamen
Ein besonderer Anziehungspunkt für Flamen war die Stadt Detroit, bis heute gibt es hier flämische Cafés, Buchhandlungen und Restaurants. In Detroit erschien außerdem bis 2018 die Gazette van Detroit.

## Niederländische Sprache in den Vereinigten Staaten
Das Niederländische war eine bedeutende Sprache in den ersten Jahrzehnten der Vereinigten Staaten von Amerika (USA) aufgrund der Kolonisierung des Gebietes des heutigen New Yorks durch die Niederländische Westindien-Kompanie.